# چرنیوتسی
چرنیوتسی (به اوکراینی: Чернівці) شهری در استان چرنیوتسی در کشور اوکراین واقع شده‌است. جمعیت این شهر ۲۶۵,۴۷۱ نفر (۲۰۲۱ تخمینی) است.

## شهرهای خواهرخوانده
- پودولسک استان مسکو، روسیه
- کلاگن‌فورت، اتریش
- ساسکاتون - کانادا
- ناتسرات عیلیت - اسرائیل
- سوچه آوا - رومانی
- کنین - لهستان
- سالت‌لیک‌سیتی یوتا - ایالات متحده

## نگارخانه

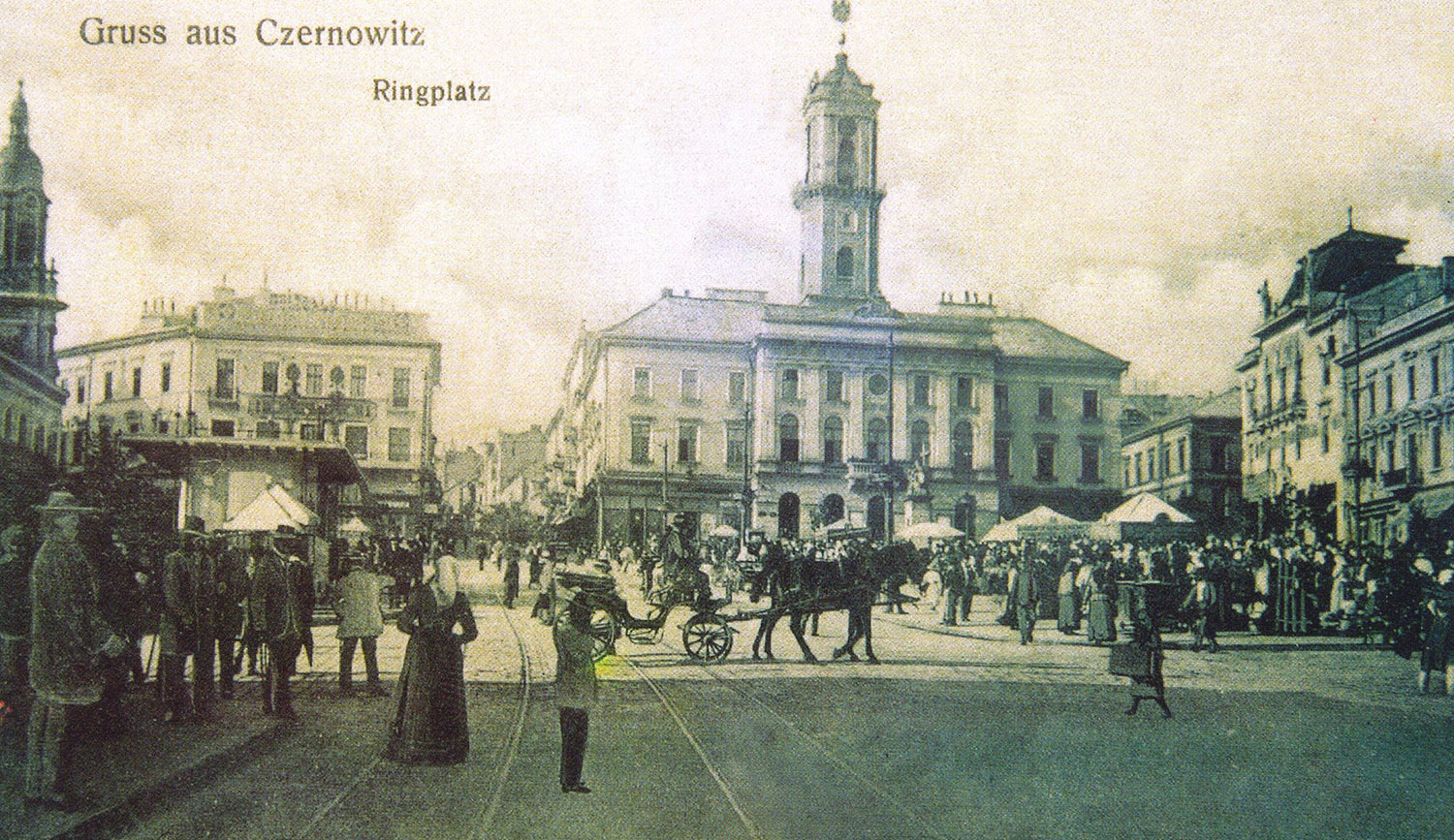
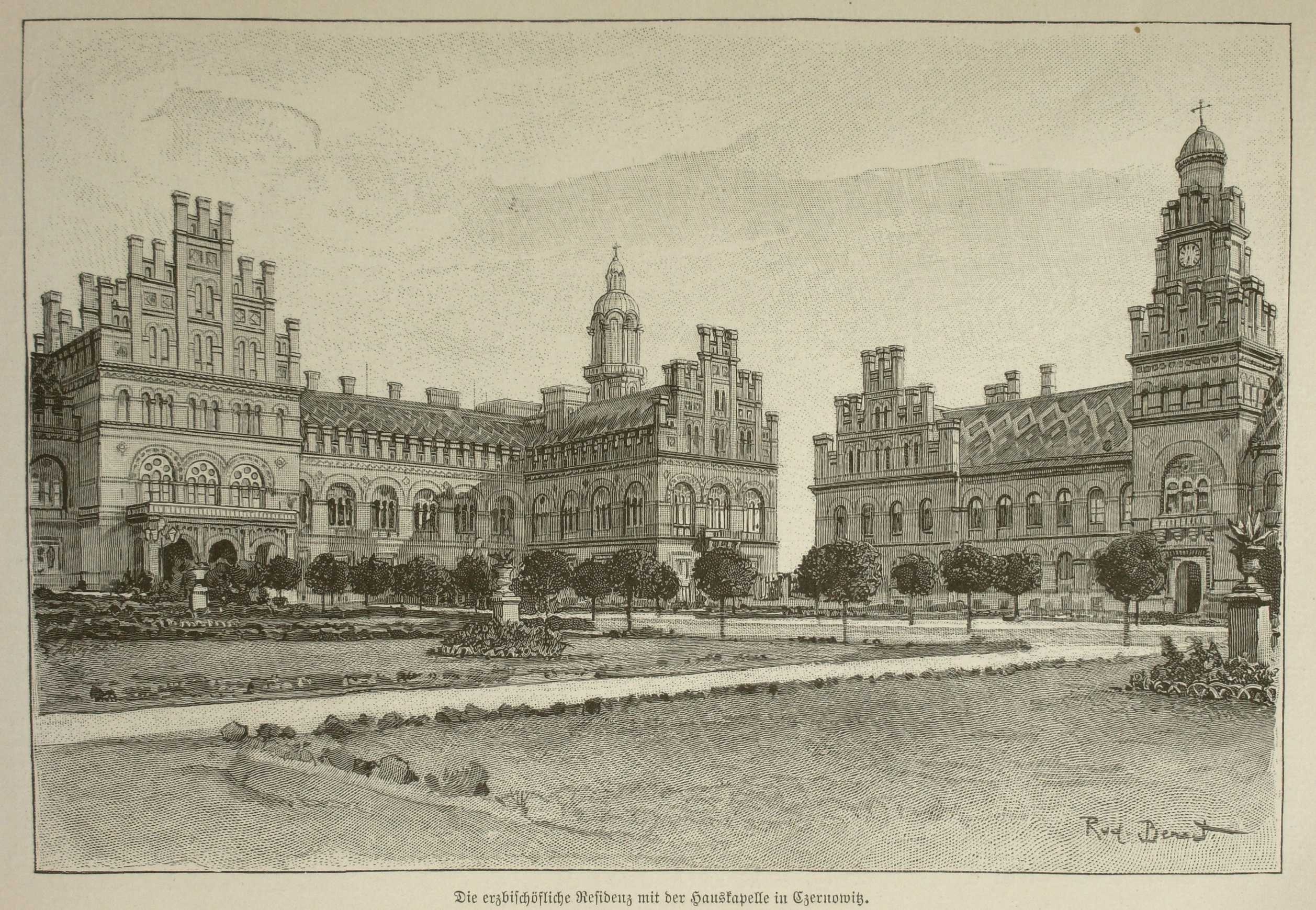
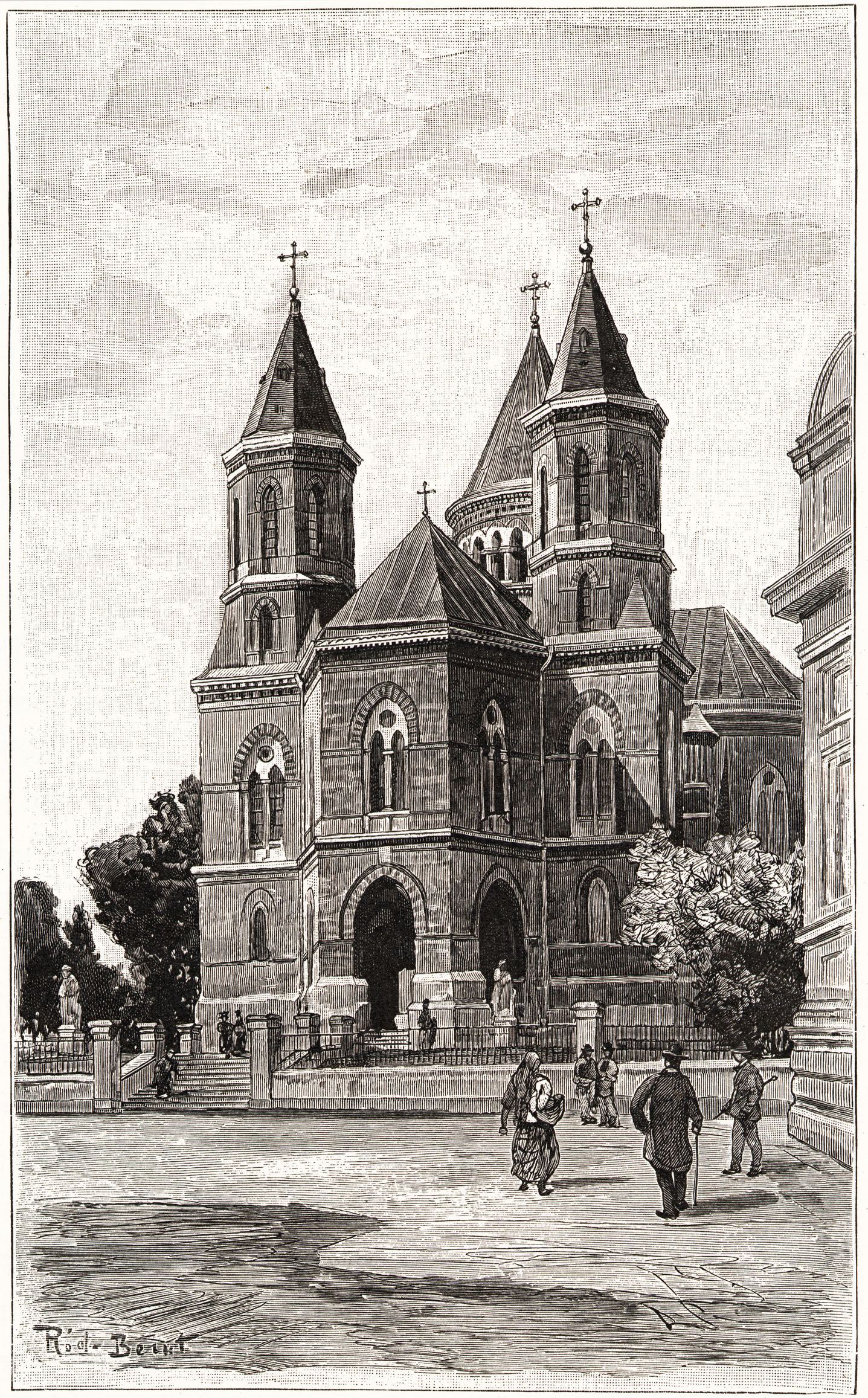
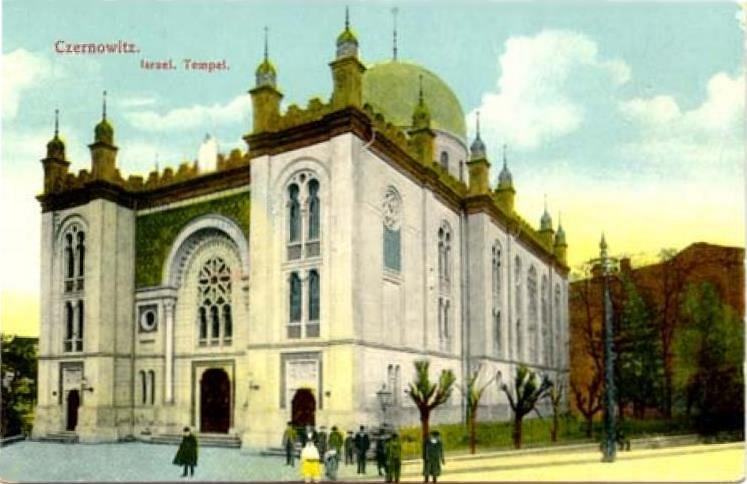